# Polyplectropus rehabeam
Polyplectropus rehabeam är en nattsländeart som beskrevs av Malicky 1993. Polyplectropus rehabeam ingår i släktet Polyplectropus och familjen fångstnätnattsländor. Inga underarter finns listade i Catalogue of Life.